# The Vamps
The Vamps es una banda británica de pop compuesta por Brad Simpson, James Brittain-McVey, Connor Ball y Tristan Evans. Se unieron en 2012 y aseguraron un contrato con Mercury Records (actualmente Virgin EMI Records) en noviembre del mismo año. 
En 2017, alcanzaron su primer número 1 en la UK Albums Chart con Night & Day. Sus dos álbumes iniciales, Meet The Vamps y Wake Up, han obtenido el certificado de Disco de Oro en el Reino Unido. Además, The Vamps han establecido su propio sello discográfico, Steady Records, y han colaborado con EMI/Universal. Su primera firma fue con la banda estadounidense The Tide.
En 2018, el guitarrista McVey participó en la decimoctava serie de I'm a Celebrity...Get Me Out of Here!, donde alcanzó la quinta posición. Desde su debut en 2012, The Vamps han llevado a cabo giras internacionales de manera ininterrumpida, destacando como la primera banda en encabezar el O2 Arena de Londres durante cinco años consecutivos.

## Historia

### 2011–2012: Formación
James McVey ya estaba siendo gestionado por Richard Rashman y Joe O'Neill de Prestige Management cuando decidió embarcarse en la formación de una banda. En 2011, McVey descubrió a Bradley Simpson a través de YouTube, y juntos comenzaron a escribir canciones en los últimos meses de ese año, con Simpson asumiendo el rol de vocalista. Durante el mismo año, Simpson y McVey se encontraron con Tristan Evans a través de Facebook, y poco después, el trío se unió a Connor Ball gracias a una conexión de un amigo en común. 
A mediados de 2012, la banda empezó a compartir versiones de canciones en su canal de YouTube. Para octubre, ya estaban siendo reconocidos como una nueva boy band, con especial atención a su interpretación en YouTube de la canción «Live While We're Young» de One Direction. 

### 2013–2014:Meet the Vamps
El 22 de julio de 2013, la banda compartió su primera canción original, inicialmente titulada «Wildheart» y posteriormente renombrada como «Wild Heart», en su canal de YouTube. El vídeo recibió más de 46.000 visitas en tan solo dos días. Luego, el 6 de agosto de 2013, lanzaron el video musical de su sencillo debut «Can We Dance», que acumuló más de 1 millón de visualizaciones en apenas dos semanas. «Can We Dance» fue oficialmente lanzado el 29 de septiembre de 2013 y debutó en el número dos en la lista de sencillos del Reino Unido el 6 de octubre de 2013; quedando justo por debajo de «Counting Stars» de OneRepublic, superado por una diferencia de apenas 1.250 copias. El 19 de noviembre de 2013, la banda anunció que su álbum debut sería lanzado en Semana Santa. Posteriormente, el 22 de noviembre de 2013, The Vamps revelaron que su segundo sencillo sería «Wild Heart». La canción recibió su primera transmisión tres días después y finalmente fue lanzada el 19 de enero de 2014, logrando alcanzar el número tres en la lista de sencillos del Reino Unido la semana siguiente.
El 13 de marzo de 2014, The Vamps emocionaron a sus seguidores al anunciar la fecha de lanzamiento de su muy esperado álbum debut para el 14 de abril de 2014. Luego, el 22 de marzo, revelaron el título del álbum, que sería Meet the Vamps. El 6 de abril, el grupo lanzó «Last Night» como el tercer sencillo del álbum, logrando debutar en el número dos en las listas de éxitos del Reino Unido. Finalmente, el 17 de abril, Meet the Vamps hizo su entrada triunfal al debutar en el número dos tanto en la lista de álbumes de Irlanda como en la del Reino Unido, manteniéndose solo por detrás de «Caustic Love» de Paolo Nutini.
En mayo de 2014, se anunció la noticia de que The Vamps tendrían una aparición especial en la popular telenovela Hollyoaks el 14 de mayo de 2014. El programa generó aún más expectación al publicar un adelanto en video en su canal de YouTube, mostrando a los miembros de la banda interactuando con los personajes de la serie. En el clip, se les ve compartiendo un momento divertido mientras se toman una foto con Peri Lomax (interpretada por Ruby O'Donnell), quien asiste a su concierto acompañada por Sienna Blake (interpretada por Anna Passey).
El 18 de mayo de 2014, The Vamps dieron un giro a su álbum debut Meet the Vamps con el lanzamiento de una nueva versión de «Somebody to You», esta vez con la colaboración de la cantante estadounidense Demi Lovato. Esta versión no solo se convirtió en el cuarto sencillo del álbum, sino también en su debut oficial en Estados Unidos. Además, en agosto de 2014, se lanzó un EP homónimo. La colaboración con Lovato marcó un hito importante al servir como sencillo principal de la versión estadounidense del álbum debut de The Vamps. El video musical que acompaña esta versión ha acumulado desde entonces más de 261 millones de visitas en YouTube. 
El 12 de octubre de 2014, The Vamps sorprendieron nuevamente a sus seguidores con una nueva versión de «Oh Cecilia (Breaking My Heart)», esta vez contando con la colaboración del cantante canadiense Shawn Mendes. Este lanzamiento marcó el quinto y último sencillo de su álbum debut. Debutando y alcanzando el número nueve en la lista de singles del Reino Unido, esta canción se convirtió en su quinto sencillo consecutivo en estar entre los diez primeros. Además, fue publicado con la cara b «Hurricane», extraída de la banda sonora de la película Alexander and the Terrible, Horrible, No Good, Very Bad Day. Los videos musicales de ambas canciones se estrenaron un mes antes.
El 4 de noviembre de 2014, Meet the Vamps hizo su esperado debut oficial en Norteamérica. Luego, el 1 de diciembre de 2014, el álbum fue reeditado como Meet the Vamps (Christmas Edition), ofreciendo ocho temas adicionales con un toque navideño y una versión especial de «Somebody to You», estando disponible en todo el mundo excepto en Estados Unidos y México. 

### 2015–2016:Steady RecordsyWake Up
En febrero de 2015, The Vamps anunciaron el lanzamiento de su propio sello discográfico en colaboración con Universal Music y EMI Records. Firmaron a la banda estadounidense de pop rock The Tide como su primer acto, aunque el sello aún no tenía nombre en ese momento. No fue hasta octubre que revelaron que sería llamado Steady Records.
El 15 de septiembre de 2015, la banda anunció el lanzamiento de su nuevo sencillo «Wake Up», programado para el 2 de octubre de 2015. Su segundo álbum de estudio, también titulado Wake Up, salió a la venta el 27 de noviembre de 2015. Durante esa época, realizaron presentaciones en fanfests en Europa y comenzaron su gira mundial, el Wake Up World Tour, en enero de 2016, para promocionar el álbum. La canción debutó en el puesto número 12 en la lista de sencillos del Reino Unido, mientras que el álbum debutó en el puesto número 10 en la lista de álbumes del Reino Unido, vendiendo más de 27 mil copias en su primera semana. El segundo sencillo del álbum, «Rest Your Love», también fue lanzado el mismo día que el álbum.
En diciembre de 2015, The Vamps anunciaron que habían fichado a la banda británica New Hope Club, quienes serían uno de los teloneros en la etapa del Reino Unido de su Wake Up World Tour.
En enero de 2016, The Vamps lanzaron su versión de «Kung Fu Fighting» para la película animada Kung Fu Panda 3, acompañada de un video musical. El 1 de abril de 2016, se lanzó una nueva versión de «I Found a Girl», con la colaboración del rapero jamaiquino Omi, como tercer y último sencillo de su segundo álbum. La canción debutó en el puesto número 30 en la lista de sencillos del Reino Unido. El 16 de agosto de 2016, The Vamps fueron destacados en la canción «Beliya» de Vishal Dadlani y Shekhar Ravjiani, una fusión de música bollywoodense y pop. 

### 2016–2019: Autobiografía, «All Night», yNight & Day
El 7 de octubre de 2016, The Vamps anunciaron en una transmisión en vivo a través de Facebook que el primer sencillo de su tercer álbum de estudio, aún sin nombre revelado en ese momento, sería lanzado el 14 de octubre de 2016, con una exclusiva presentación en Capital FM el día anterior. Al mismo tiempo, comenzaron a insinuar el nombre y las letras del sencillo en sus redes sociales y en Spotify, siguiendo el mismo estilo que utilizaron para promocionar el sencillo y el álbum Wake Up en septiembre de 2015. También revelaron que el álbum completo estaría disponible en verano de 2017.
El 12 de octubre de 2016, la banda anunció durante otra transmisión en vivo que el sencillo se titularía «All Night» y sería una colaboración con el DJ noruego Matoma. La canción alcanzó el puesto número 24 en la lista de sencillos del Reino Unido, el número seis en la lista de sencillos de Irlanda, el número 13 en la lista de sencillos de Noruega y el número 12 en la lista de sencillos de Nueva Zelanda. Además, se convirtió en su primer ingreso en la lista Canadian Hot 100, llegando al puesto número 72. Fue el sencillo más charteado y certificado de la banda, y también su canción más escuchada en Spotify.
El 20 de octubre de 2016, The Vamps publicaron su autobiografía The Vamps: Our Story 100% Official, la cual había sido anunciada meses antes.
El segundo sencillo del álbum, «Middle of the Night», una colaboración con el DJ danés Martin Jensen, fue anunciado el 21 de abril de 2017 y lanzado el 28 de abril de 2017, coincidiendo con el inicio de su gira Middle of the Night Tour. Durante el primer espectáculo de la gira, anunciaron que su tercer álbum se titularía Night & Day y sería lanzado en dos partes: Night Edition en julio de 2017 y Day Edition en julio de 2018.
El 3 de mayo de 2017, compartieron un video en sus redes sociales para explicar más sobre el álbum. El 19 de mayo de 2017, el DJ sueco Mike Perry lanzó el sencillo «Hands», una colaboración con The Vamps y la cantante estadounidense Sabrina Carpenter, el cual también formaría parte del álbum.
El 7 de noviembre de 2017, la banda se presentó en el Pepsi Center WTC en Ciudad de México. La banda mexicana Adeline fue el acto de apertura. [1]
Night Edition fue lanzado el 14 de julio de 2017 y debutó en el número uno de la lista de álbumes del Reino Unido, marcando el primer álbum número uno de la banda.
El 20 de abril de 2018, The Vamps lanzaron los sencillos «Too Good to Be True», «Personal», «Hair Too Long» y «Just My Type» como parte de la Day Edition de su álbum. Luego, el 13 de julio de 2018, lanzaron la Day Edition del álbum, que debutó en el número uno en la lista de álbumes oficiales de Escocia y en el número dos en la lista de álbumes del Reino Unido.
El 27 de julio de 2018, lanzaron el sencillo «We Don't Care», una colaboración con el DJ inglés Sigala. En marzo de 2019, lanzaron «All the Lies», una colaboración con el DJ brasileño Alok y el productor alemán Felix Jaehn.
El EP Missing You se lanzó el 25 de abril de 2019 e incluye la canción principal «Missing You», «Right Now» (una colaboración con Krept y Konan), «Waves» y una versión acústica de «All the Lies». 

### 2020–presente:Cherry BlossomyTen Years of The Vamps
El 30 de julio de 2020, anunciaron su quinto álbum de estudio, titulado Cherry Blossom. El sencillo principal, «Married in Vegas», vio la luz el mismo día que se abrió la preventa del álbum. El lanzamiento oficial del álbum tuvo lugar el 16 de octubre de 2020, debutando en el primer lugar de las listas del Reino Unido. Dos sencillos más, «Better» y «Chemicals», respaldaron el lanzamiento del álbum. Además, ofrecieron un concierto virtual en vivo titulado Live at Hackney Round Chapel en 2020.
En 2021, lanzaron un video musical para «Would You», tema incluido en el sencillo «Another You» de Alok y Bloodlines, y se embarcaron en la gira Cherry Blossom Tour por el Reino Unido. En 2022, apoyaron a Picture This en las fechas en Irlanda de su Life in Colour Tour y fueron cabezas de cartel en The Vamps Barcelona Weekender.
Durante los meses de agosto y septiembre de 2022, lanzaron cuatro EP recopilatorios: Collabs by Brad, Hidden Gems by James, Acoustic by Connor y Live by Tristan. Estos lanzamientos precedieron al lanzamiento de su primer álbum de grandes éxitos, Ten Years of The Vamps. Esta compilación fue lanzada digitalmente el 14 de octubre de 2022, junto con una versión en CD acompañada de un fanzine que incluía mercancía de edición limitada, un CD con canciones previamente inéditas y un libro de fanzine sobre la historia de la banda, producido en colaboración con los fanáticos.
El 18 de noviembre de 2022, presentaron el sencillo «Seat at the Table». Durante 2022 y 2023, llevaron a cabo la gira Ten Years of The Vamps - The Greatest Hits Tour.

## Estilo
El grupo ha sido comparado con One Direction y catalogado como una boy band desde que alcanzaron la fama por primera vez a finales de 2012, una etiqueta que continuó siendo aplicada en 2014. Sin embargo, la banda discrepa sobre este estereotipo, señalando que ellos mismos se formaron, no son el producto de un productor musical, y tocan sus propios instrumentos. Su inspiración proviene de artistas como McFly, Blink-182, Ed Sheeran, Mumford & Sons, Lana del Rey, Taylor Swift y Justin Bieber. 

## Miembros
- Bradley Will "Brad" Simpson: nacido el 28 de julio de 1995, es originario de Sutton Coldfield, en West Midlands, Inglaterra. Encarna el papel de cantante principal y domina la guitarra. La conexión entre Simpson y James Brittain-McVey surgió a través de YouTube en 2012 (aunque el perfil de McVey indica 2011), lo que los llevó a colaborar en su álbum debut de inmediato.
- James Daniel Brittain-McVey: (antes McVey), nacido el 30 de abril de 1993, proviene de Bournemouth, Dorset, Inglaterra. Desempeña la función de guitarrista principal y contribuye con coros. Brittain-McVey se cruzó con Brad Simpson en YouTube en 2011 (aunque el perfil de Simpson menciona 2012), lo que marcó el inicio de su colaboración en el álbum debut. Antes de unirse a la banda, Brittain-McVey lanzó un EP titulado "Who I Am" el 5 de diciembre de 2009. Además, tuvo una participación como concursante en la 18ª temporada de "I'm a Celebrity...Get Me Out of Here!", alcanzando el quinto lugar. En enero de 2019, anunció su compromiso con su novia Kirstie Brittain, con quien se casó el 30 de octubre de 2021 en Lulworth Castle, Dorset.
- Connor Samuel John Ball: (antes Stephen), nacido el 15 de marzo de 1996 en Aberdeen, Escocia, procede de Hatton, Warwickshire, Inglaterra. Se destaca como bajista y contribuye con coros. Siendo el último en unirse al grupo, Ball inició un nuevo proyecto llamado The Lunar Year con Sasa Macek de Cheat Codes. Además, participó como concursante en la 14ª temporada de "Dancing on Ice", llegando a las semifinales con su compañera profesional Alexandra Schauman.
- Tristan Oliver Vance Evans: nacido el 15 de agosto de 1994 en Exeter, Devon, Inglaterra, es el baterista y también aporta con coros. Evans desempeña un papel crucial como productor para la banda, especialmente en sus versiones de canciones.

## Discografía
Álbumes
- Meet the Vamps (2014)
- Wake Up (2015)
- Night & Day (Night edition) (2017)
- Night & Day (Day edition) (2018)
- Cherry blossom (2020)

### Meet the Vamps
| N.º | Título                           | Escritores | Productor/es                        | Duración |
| --- | -------------------------------- | --- | ----------------------------------- | -------- |
| 1   | "Wild Heart"                     | - Connor Ball, Tristan Evans, James McVey, Bradley Simpson, Ibrahim "Ayb" Asmar, Amund Björklund, Ben Harrison, Espen Lind, Jamie Scott | - Espionage                         | 3:11     |
| 2   | "Last Night"                     | - Tom Barnes, Wayne Hector, Pete Kelleher, Ben Kohn, Ayak Thiik                                                                         | TMS                                 | 3:07     |
| 3   | Somebody to You ft. Demi Lovato  | - Carl Falk, Savan Kotecha, Kristian Lundin                                                                                             | - Falk, Lundin                      | 3:03     |
| 4   | "Can We Dance"                   | - Jax Jones, Björklund, Philip Lawrence, Lind, Bruno Mars, Karl Michael                                                                 | Espionage                           | 3:37     |
| 5   | "Girls on TV"                    | - Ball, Evans, McVey, Simpson, Seye Adelekan, Matt Prime, Tim Woodcock                                                                  | - Prime, Jay Reynolds               | 3:23     |
| 6   | "Risk It All"                    | - Ball, Evans, McVey, Simpson, Hector, Prime                                                                                            | Prime                               | 3:38     |
| 7   | "Oh Cecilia (Breaking My Heart)" | - Paul Simon, Ball, Evans, McVey, Simpson, Amund Bjorklund, Espen Lind, K'naan, Trippz Michaud                                          | - Espionage                         | 3:16     |
| 8   | "Another World"                  | - Ball, Evans, McVey, Simpson, Paul Barry, Mark Bates, Patrick Mascall                                                                  | - Brian Rawling, Paul Meehan, Bates | 3:34     |
| 9   | "Move My Way"                    | - Ball, Evans, McVey, Simpson | - Reynolds                          | 3:28     |
| 10  | "Shout About It"                 | - Ball, Evans, McVey, Simpson, Prime | Prime                               | 3:41     |
| 11  | "High Hopes"                     | - Ball, Evans, McVey, Simpson, Tom Fletcher, Danny Jones, Dougie Poynter                                                                | Jones                               | 3:30     |
| 12  | "She Was the One"                | - Ball, Evans, McVey, Simpson | - David Bendeth                     | 3:20     |
| 13  | "Dangerous"                      | - Ball, Evans, McVey, Simpson, Jay Reynolds                                                                                             | - Reynolds, Evans                   | 3:55     |
| 14  | "Lovestruck"                     | - Ball, Evans, McVey, Simpson, C.J. Baran, Lindy Robbins                                                                                | Baran                               | 3:41     |
| 15  | "Smile"                          | - Ball, Evans, McVey, Simpson | Reynolds                            | 3:01     |

### Meet The Vamps (Deluxe Edition)
| N.º | Título           | Escritores                                                     | Production | Duración |
| --- | ---------------- | -------------------------------------------------------------- | ---------- | -------- |
| 16  | ''On The Floor'' | - Ball, Evans, McVey, Simpson, Bjorklund, Lind, James Bourne   | Espionage  | 3:28     |
| 17  | Golden           | - Ball, Evans, McVey, Simpson, Alex Smith                      | Smith      | 3:19     |
| 18  | Fall             | - Ball, Evans, McVey, Simpson, David Sneddon, James Bauer-Mein | The Nexus  | 3:03     |

### Meet The Vamps (Christmas Edition)
| N.º | Título                                  | Escritores                                                            | Productor/es | Duración |
| --- | --------------------------------------- | --------------------------------------------------------------------- | ------------ | -------- |
| 1   | "Jingle Bell Rock"                      | - Joe Beal, Jim Boothe                                                | Jay Reynolds | 2:15     |
| 2   | "Sleighing in the Snow"                 | Bradley Simpson, James McVey, Connor Ball, Tristan Evans              | Jay Reynolds | 2:42     |
| 3   | "Hoping for Snow"                       | James McVey, Bradley Simpson, Connor Ball, Tristan Evans, Joe O'Neill | Jay Reynolds | 3:39     |
| 4   | "We Wish You a Merry Christmas"         | Tradicional                                                           | Jay Reynolds | 2:02     |
| 5   | "I Wish It Could Be Christmas Everyday" | Roy Wood                                                              | Jay Reynolds | 3:06     |
| 6   | "Hallelujah"                            | Leonard Cohen                                                         | Jay Reynolds | 3:45     |
| 7   | "Jingle Bells"                          | James Lord Pierpont                                                   | Jay Reynolds | 3:01     |
| 8   | "Silent Night"                          | Joseph Mohr                                                           | Jay Reynolds | 2:06     |

Después del track 8 son las mismas que en la versión original.

### Wake Up
| N.º | Título                        | Escritores | Productor/es                           | Duración |
| --- | ----------------------------- | --- | -------------------------------------- | -------- |
| 1   | "Wake Up"                     | - Steve Mac, Ross Golan, Ammar Malik                                                                           | Steve Mac, Ammar Malik, Kevin Sneverly | 3:12     |
| 2   | "Rest Your Love"              | - Rami Yacoub, Carl Falk, Savan Kotecha, Johan Schuster                                                        | - Carl Falk, Rami                      | 3:16     |
| 3   | "Volcano" (featuring Silentó) | - Mac, Malik, Wayne Hector, Richard Hawk                                                                       | Mac                                    | 3:18     |
| 4   | "Million Words"               | - Alex Smith, Samuel Murray-Preston, Jonathan Coffer, Bradley Simpson, Connor Ball, Tristan Evans, James McVey | Metrophonic                            | 3:42     |
| 5   | "Windmills"                   | - Mac, Malik, Simpson, Ball, Evans, McVey                                                                      | Mac                                    | 3:05     |
| 6   | "Stolen Moments"              | - Hector, Matt Prime, Simpson, Ball, Evans, McVey                                                              | Matt Prime                             | 4:09     |
| 7   | "I Found A Girl"              | - Mac, Malik, Golan, Claude Kelly, James Blount, Simpson, Ball, Evans, McVey                                   | Mac                                    | 2:59     |
| 8   | "Be With You"                 | - Mac, Malik, Simpson, Ball, Evans, McVey                                                                      | Mac                                    | 3:11     |
| 9   | "Burn"                        | - Simpson, McVey, Evans, Ball, Joe O'Neill                                                                     | Jay Reynolds                           | 3:38     |
| 10  | "Cheater"                     | George Tizzard, Rick Parkhouse, Edward Drewett, McVey, Evans, Simpson, Ball                                    | Red Triangle                           | 3:14     |
| 11  | "Boy Without A Car"           | - Simpson, McVey, Evans, Ball, Tizzard, Parkhouse                                                              | Red Triangle                           | 3:29     |
| 12  | "Held By Me                   | - Johan Carlsson, Golan                                                                                        | Tobias Karlsson                        | 3:38     |

### Wake Up (Deluxe)
| N.º | Título           | Escritores                                   | Productores   | Duración |
| --- | ---------------- | -------------------------------------------- | ------------- | -------- |
| 13  | "Half Way There" | - Hector, Prime, Simpson, Ball, Evans, McVey | - Prime       | 3:11     |
| 14  | "Runaway"        | - McVey, Evans, Simpson, Ball                | Red Triangle  | 3:18     |
| 15  | "Worry"          | - Simpson, McVey, Evans, Ball                | Reynolds      | 3:36     |
| 16  | "Coming Home"    | Simpson, McVey, Evans, Ball                  | Tristan Evans | 4:54     |
| 17  | "Peace Of Mind"  | - McVey, Simpson, Evans, Ball                | Reynolds      | 3:05     |
| 18  | "Written Off"    | - Ball, McVey, Evans, Simpson                | Connor Ball   | 3:17     |

### Wake Up (Japan Deluxe)
| N.º | Título                                   | Escritores                                                          | Productor           | Duración |
| --- | ---------------------------------------- | ------------------------------------------------------------------- | ------------------- | -------- |
| 19  | ''Words (Don't Mean A Thing)''           | Ball, Evans, McVey, Simpson, Paul Barry, Mark Bates, Patrick Mascal | -                   | 3:12     |
| 20  | ''Stay Here''                            | Ball, Evans, McVey, Simpson                                         | Simpson             | 3:51     |
| 21  | ''Wake Up'' (Version Acústica)           | Mac, Golan, Malik                                                   | Mac, Malik, Snevely | 4:04     |
| 22  | ''Risk It All'' (En vivo en el O2 Arena) | Ball, Evans, McVey, Simpson, Hector, Prime                          | Prime               | 5:30     |

## Giras

### Como acto principal
- Meet the Vamps Tour (2014)
- The Vamps Asia-Pacific 2015 Tour (2015)
- The Vamps 2015 UK Arena Tour (2015)
- The Vamps 2015 USA Tour (2015)
- Wake Up World Tour (2016)
- Middle of the Night Tour (2017)
- Night & Day Tour (2018)
- Four Corners Tour (2019)
- The Cherry Blossom Tour (2021)

### Como acto de apertura
- Memory Lane Tour de McFly
- Stars Dance Tour de Selena Gomez (Reino Unido)
- Red Tour de Taylor Swift (Reino Unido)
- World of Mouth Tour de The Wanted (Reino Unido e Irlanda)
- Live on Tour de Austin Mahone (Norteamérica)

## Premios y nominaciones
| Premio                            | Año  | Categoría                       | Nominación        | Resultado |
| --------------------------------- | ---- | ------------------------------- | ----------------- | --------- |
| 4Music Video Honours              | 2013 | Mejor Revelación                | The Vamps         | Ganadores |
| The Hot Hits Awards               | 2013 | Nuevo Artista Favorito          | The Vamps         | Ganadores |
| The Hot Hits Awards               | 2013 | Mejor Grupo                     | The Vamps         | Ganadores |
| BBC Radio 1 Teens Adwards         | 2014 | Mejor Revelación                | The Vamps         | Ganadores |
| BBC Radio 1 Teens Adwards         | 2014 | Mejor Grupo Británico           | The Vamps         | Ganadores |
| BBC Radio 1 Teens Adwards         | 2014 | Mejor Sencillo Británico        | "Last Night"      | Ganadora  |
| Melty Future Awards               | 2014 | Prix Spécial Internacional      | The Vamps         | Ganadores |
| Melty Future Awards               | 2014 | Revelación Británica Favorita   | The Vamps         | Ganadores |
| Radio Disney Music Awards         | 2014 | Artista Nuevo Favorito          | The Vamps         | Nominados |
| Teen Choice Awards                | 2014 | Canción de Amor                 | "Somebody to You" | Nominada  |
| Teen Choice Awards                | 2014 | Grupo Revelación                | The Vamps         | Nominados |
| World Music Awards                | 2014 | Mejor Canción Mundial           | "Can We Dance"    | Nominada  |
| World Music Awards                | 2014 | Mejor Canción Mundial           | "Wild Heart"      | Nominada  |
| World Music Awards                | 2014 | Mejor video Mundial             | "Can We Dance"    | Nominada  |
| World Music Awards                | 2014 | Mejor video Mundial             | "Wild Heart"      | Nominada  |
| World Music Awards                | 2014 | Mejor Álbum Mundial             | Meet the Vamps    | Nominado  |
| World Music Awards                | 2014 | Mejor Grupo Mundial             | The Vamps         | Nominados |
| World Music Awards                | 2014 | Mejor Acto en Vivo Mundial      | The Vamps         | Nominados |
| Scottish Awards                   | 2015 | Ícono del Año                   | Connor Ball       | Ganador   |
| Nickelodeon's Kids' Choice Awards | 2016 | Acto Musical Británico Favorito | The Vamps         | Nominados |
| Nickelodeon's Kids' Choice Awards | 2016 | Familia de Fans Favorita        | Vampettes         | Nominada  |